# Tumidiclava bimaculata
Tumidiclava bimaculata is een vliesvleugelig insect uit de familie Trichogrammatidae. De wetenschappelijke naam is voor het eerst geldig gepubliceerd in 1923 door Blood.